# NRJ Radio Award
NRJ Radio Award – największe wydarzenie muzyczne w krajach nordyckich, zorganizowane po raz pierwszy w 2001 roku. Sześć pierwszych edycji odbyło się w Sztokholmie.
W 2002 roku został wydany album zawierający utwory z NRJ Radio Award.
W 2003 roku fiński zespół Bomfunk MC’s zdobył nagrodę w czterech kategoriach.